# 미국 수정 헌법 제10조
미국 수정 헌법 제10조(Tenth Amendment to the United States Constitution 또는 Amendment X)는 미국 권리 장전의 일부로 1791년 12월 15일 비준되었다. 수정 헌법 제10조는 연방주의에 대한 헌법의 원리를 언급했다. 헌법에 의해 연방정부에 인가되지 않는 권력과 주에 금지된 권력을 유보함으로써 주나 국민들의 몫으로 되돌렸다.

## 전문
헌법에 의하여 미국 연방에 위임되지 아니하였거나, 각 주에 금지되지 않은 권력은 각 주나 국민이 보유한다.
The powers not delegated to the United States by the Constitution, nor prohibited by it to the States, are reserved to the States respectively, or to the people.